# Refugee (band)
Refugee was een Brits/Zwitserse muziekgroep binnen de progressieve rock.
De band werd gevormd door Lee Jackson, Brian Davison (Brits) en Patrick Moraz (Zwitser). Jackson en Davison kenden elkaar vanuit The Nice. Toen de toetsenist Keith Emerson hen inruilde voor Greg Lake en Carl Palmer om Emerson, Lake and Palmer te vormen, vormde Jackson Jackson Heights en Davison "Brian Davison's Every Which Way". Jackson Heights bracht het tot vier albums. Om vervolgens een toer te houden was de band op zoek naar een nieuwe toetsenist en vond die in Patrick Moraz. Moraz wilde daarbij wel een andere opzet en dus werd Davison aangetrokken. In december 1973 verzorgde de band de eerste optredens, voornamelijk in universiteitsgebouwen. Ze sloten een platencontract bij Charisma Records, alwaar hun enige album Refugee werd uitgebracht. Een toer volgde inderdaad en er werden pogingen gedaan een tweede album op te nemen. Moraz werd echter in 1974 door Yes gevraagd de plaats in te nemen van de vertrekkende Rick Wakeman. Refugee eindigde goed en wel voordat het eigenlijk begonnen was met een optreden op 11 augustus 1974 in Londen.
Jackson ging voor korte tijd verder met Stripjack, maar die band ging ook al snel uit elkaar. Davison speelde in Gong. Moraz zou maar een album bij Yes meespelen: Relayer, daarna volgden een samenwerkingsverband met Bill Bruford en Moody Blues. 
In 2007 werd er nog wel een livealbum uitgegeven, het was al in 1974 opgenomen. In 2019 verscheen een driedelige cd-set met alle beschikbare opnamen op Esoteric Recordings, een retro-platenlabel.
OOR's Pop-encyclopedie versie 1992 noemt de band alleen als voetnoot binnen de geschiedenis van Yes.